# 近江のこ
近江 のこ（おうみ のこ）は、日本の漫画家。滋賀県出身。別名義に「好実うお」がある。妻は漫画家の土星フジコ。

## 来歴
2012年、『クラブサンデー』（小学館）にて『おにゃのこ』の連載を開始。
2016年1月6日、『裏サンデー』（同）にて『Sレア装備の似合う彼女』の連載を開始。
2017年、『別冊ドラゴンエイジ』（KADOKAWA）Vol.1より『ごきんじょ三輪車隊』の連載を開始。
2019年、『ヤングドラゴンエイジ』（同）Vol.1より『魔王を圧倒する大魔導士ですが、家では彼に押されています。』の連載を開始。同年『月刊ビッグガンガン』（スクウェア・エニックス）2020年Vol.01より徳山銀次郎の小説のコミカライズ『【配信中】女神チャンネル！ え、これ売名ですの!?』の連載を開始。
2022年、『月刊ドラゴンエイジ』（同）より三嶋与夢の小説『乙女ゲー世界はモブに厳しい世界です』のスピンオフ作品『乙女ゲー幼稚園はモブに厳しい幼稚園です』の連載を開始。2024年に連載終了。
2025年、『くらげバンチ』（新潮社）にて『もうやめて回復しないで賢者様！』の連載を開始。

## 作品リスト

### 連載
- おにゃのこ（『クラブサンデー』2012年4月27日 - 2014年2月25日）
- Sレア装備の似合う彼女（『裏サンデー』2016年1月6日[2] - 2019年9月6日） - 『マンガワン』でも配信。
- ごきんじょ三輪車隊（『別冊ドラゴンエイジ』Vol.1[3] - Vol.8）
- 魔王を圧倒する大魔導士ですが、家では彼に押されています。（『ヤングドラゴンエイジ』Vol.1[4] - Vol.10） - 連載前の仮タイトルは「異世界夫婦交換日記」[10]。
- 【配信中】女神チャンネル！ え、これ売名ですの!?（原作：徳山銀次郎、キャラクター原案：shri、『月刊ビッグガンガン』2020年Vol.01[5] - 2021年Vol.07[11]） - コミカライズ[6]。
- 乙女ゲー幼稚園はモブに厳しい幼稚園です（原作：三嶋与夢、キャラクター原案：孟達、『月刊ドラゴンエイジ』2022年7月号[7] - 2024年3月号[8]） - スピンオフ[7]。
- もうやめて回復しないで賢者様！（『くらげバンチ』2025年1月21日 - 連載中）

### 読み切り
- 味塩ヒーロー（『クラブサンデー』2009年9月[12]）
- プードル！（『クラブサンデー』2010年）
- チェリーキャッチ♥ピュアキラ（『童貞を殺すアンソロジーコミック』2016年[13]）
- 陸上女子！（『JCの魅力を楽しむ健全なアンソロジーコミック』2017年[14]）
- Review9（原作：天原、キャラクター原案：masha（『異種族レビュアーズコミックアンソロジー 〜ダークネス〜2』2021年[15]） - 『異種族レビュアーズ』アンソロジー寄稿作品[15]。

### 書籍
- 『おにゃのこ』、小学館〈少年サンデーコミックス〉2012年 - 2014年、全4巻
- 『Sレア装備の似合う彼女』、小学館〈裏少年サンデーコミックス〉2016年 - 2019年、全9巻
- 『ごきんじょ三輪車隊』、KADOKAWA〈ドラゴンコミックスエイジ〉2018年 - 2019年、全2巻
- 『魔王を圧倒する大魔導士ですが、家では彼に押されています。』、KADOKAWA〈ドラゴンコミックスエイジ〉2021年 - 2022年、全2巻
- 『【配信中】女神チャンネル！ え、これ売名ですの!?』、原作：徳山銀次郎、キャラクター原案：shri、スクウェア・エニックス〈ビッグガンガンコミックス〉2020年 - 2021年、全3巻
- 『乙女ゲー幼稚園はモブに厳しい幼稚園です』、原作：三嶋与夢、キャラクター原案：孟達、KADOKAWA〈ドラゴンコミックスエイジ〉2023年 - 2024年、全2巻
- 『もうやめて回復しないで賢者様！』、新潮社〈BUNCH COMICS〉2025年 - 、既刊2巻（2025年8月7日現在）
  1. 2025年5月9日発売[16][17]、ISBN 978-4-10-772821-0
  2. 2025年8月7日発売[18]、ISBN 978-4-10-772856-2

## 関連人物
桜井亜都
師匠。
福地翼
師匠。『タッコク!!!』の連載中、近江がヘルプでアシスタントをしていた。